# Patrice Carteron
Ne doit pas être confondu avec le kickboxeur Patrice Quarteron.
Pour les articles homonymes, voir Carteron.
Patrice Carteron est un footballeur français, devenu entraîneur, né le 30 juillet 1970 à Saint-Brieuc. Il joue au poste de défenseur latéral du début des années 1990 à la fin des années 2000.

## Biographie

### Le joueur
Originaire de Saint-Brieuc, il connaît trois montées successives avec le Stade briochin, passant de la DSR à la D3. En 1992 il effectue un essai au Stade rennais et un autre au Stade lavallois en Coupe de la Ligue. Il opte pour le Stade lavallois, où il commence sa carrière professionnelle en D2 sous les ordres de Michel Le Milinaire. En 2002, les supporters lavallois l'élisent dans le onze du siècle du club mayennais.
Défenseur latéral pouvant évoluer à droite comme à gauche, il effectue l'essentiel de sa carrière en D1, au Stade rennais, à l'Olympique lyonnais puis à l'AS Saint-Étienne. En 1999 et 2000, ses pairs l'élisent dans l'équipe type de Division 1 aux Trophées UNFP.
Il termine sa carrière de joueur en National à l'AS Cannes, où il est pour la saison 2006-2007 délégué syndical de l'UNFP.
En avril 2014, France Football le classe à la 39e place des meilleurs joueurs bretons. En 2022, le magazine So Foot le classe dans le top 1000 des meilleurs joueurs du championnat de France, à la 803ème place.

### L'entraîneur
À la fin de sa carrière de football à l'AS Cannes (National) en 2006-2007, Patrice Carteron s'occupe de la cellule de recrutement du club[réf. nécessaire].
Puis il entraîne l'AS Cannes lors de la dernière journée du championnat de National en 2006-2007, avant d'être nommé définitivement à la tête de l'équipe à compter du 10 mars 2008, à la suite du limogeage de Stéphane Paille. En juin 2009, il est remplacé par Albert Emon.
Patrice Carteron est ensuite nommé entraîneur du Dijon FCO en 2009, club qui évolue alors en Ligue 2. Le club est promu en Ligue 1 au terme de la saison 2010 - 2011, et Carteron nommé pour le trophée UNFP de meilleur entraîneur de Ligue 2. Dijon redescend en Ligue 2 la saison suivante. Patrice Carteron quitte le club en mai 2012, peu après avoir obtenu le diplôme d'entraîneur professionnel de football (DEPF).
En juillet 2012, il est choisi pour devenir le nouveau sélectionneur du Mali en remplacement d'Alain Giresse. Quelques mois plus tard, il conduit son équipe jusqu'à la troisième place de la Coupe d'Afrique des nations 2013.

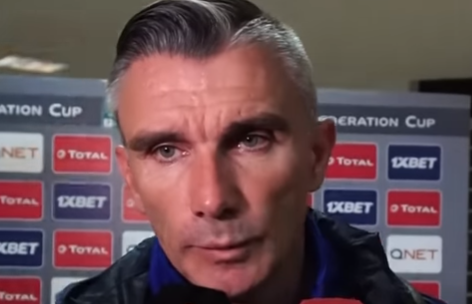
Carteron en 2019 au Raja Casablanca.

Le 22 mai 2013, il est nommé entraîneur de l'équipe congolaise du Tout Puissant Mazembe et présente sa démission à la fédération malienne, qui la refuse. Son contrat avec le TP Mazembe prend fin le 23 décembre 2015 et n'est pas renouvelé,.
Fin janvier 2017, il devient entraîneur de l'Al-Nasr Riyad. Il occupe ce poste jusqu'en juin 2017.
Le 23 mai 2017, il est nommé entraîneur du Phoenix Rising FC, club américain évoluant en United Soccer League.
En juin 2018, il est nommé entraîneur de Al Ahly, le club égyptien le plus titré. Il est démis de ses fonctions le 23 novembre 2018 après avoir perdu la finale de la ligue des champions africaine face à l'Espérance sportive de Tunis et avoir été éliminé du championnat arabe des clubs.
Le 30 janvier 2019, il est nommé entraîneur du Raja Club Athletic, son contrat dure jusqu'à la fin de la saison sportive 2018-2019 avec une possibilité de renouvellement. Il remporte deux mois plus tard la Supercoupe de la CAF 2019 en battant l'Espérance sportive de Tunis sur le score de 2-1.
Limogé en novembre 2019 par son club marocain du Raja Club Athletic, il signe fin décembre 2019 avec le club égyptien de Zamalek.
Alors qu'il venait de renouveler son contrat au cours de l'été 2020 avec Zamalek, Patrice Carteron le résilie finalement le 15 septembre 2020 pour des "raisons personnelles". Deux jours plus tard, son arrivée est annoncée au sein du club saoudien d'Al Taawoun. Pour son deuxième passage au sein d'un club d'Arabie-Saoudite, Patrice Carteron dispute la Ligue des champions asiatique.
Il revient une seconde fois à Zamalek en mars 2021 mais moins d'un an plus tard, en février 2022, il est limogé.
Le 26 novembre 2024, Patrice Carteron est nommé officiellement entraîneur principal de l'équipe première du Sepahan SC, en Iran. Il succède à José Morais et signe un contrat de deux ans.

## Palmarès joueur
- Champion de France de Ligue 2 en 2004 avec l'ASSE
- Vainqueur de la Coupe Intertoto en 1997 avec l'Olympique lyonnais

## Palmarès entraîneur

### En club
- Vainqueur de la Supercoupe d'Afrique en 2019 avec le Raja Club Athletic et en 2020 avec Zamalek SC
- Vainqueur de la Ligue des Champions de la CAF en 2015 avec le TP Mazembe
- Champion de République démocratique du Congo en 2013 et en 2014 avec le TP Mazembe
- Finaliste de la Ligue des Champions de la CAF en 2018 avec Al Ahly
- Finaliste de la Coupe de la Confédération en 2013 avec le TP Mazembe

### Avec l'équipe du Mali
- Participation à la Coupe d'Afrique des nations en 2013 (3e)

## Statistiques de joueur
- 1er match en Division 1 le 29 juillet 1994 : ASSE - Rennes (1-1)
- 214 matchs et 10 buts en première division
- 159 matchs et 19 buts en deuxième division
- 47 matchs et 2 buts en National
- 8 matchs et 1 but en Premier League
- 1 match en Ligue des Champions
- 16 matchs et 1 but en Coupe de l'UEFA
- Soit un total de 445 matchs pour 33 buts hors Coupes nationales

## Galerie

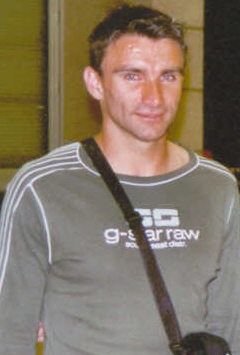
Patrice Carteron en 2004-05.
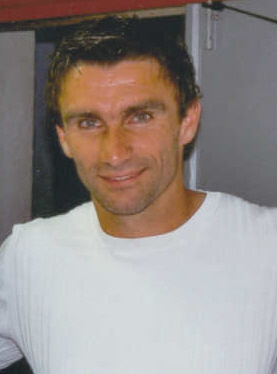
Patrice Carteron en 2008.